# Pedopenna
Pedopenna – rodzaj dinozaura z grupy maniraptorów (Maniraptora); jego nazwa znaczy "opierzona stopa". Jego szczątki znaleziono w łożysku Daohugou (Chiny). Być może dinozaur ten jest starszy od archeopteryksa, jednak wiek skamielin z łożyska Daohugou jest różnie datowany np. na wczesną kredę, ale ostatnie badania radiometryczne wykazały, że pochodzą one ze środkowej jury (ok. 168-140 mln lat temu). Nazwa rodzajowa odnosi się do obecności długich piór na śródstopiu tego dinozaura, a epitet naukowy pochodzi od miejsca znalezienia skamielin.
Długość tego dinozaura szacuje się na ok. 1 m, ale ze względu na fragmentaryczność materiału kopalnego (kończyna dolna z odciskami piór) są to szacunki niepewne. Stopa pedopenny ma cechy wspólne ze stopami dromeozaurów i troodonów, ale jest prymitywniejsza.
Szczególnie drugi palec stopy nie jest tak wyspecjalizowany jak u innych przedstawicieli Deinonychosauria. Xu i Zhang użyli pedopenny jako dowodu, na to że ptaki wyewoluowały w Azji. Pedopenna posiada pióra na śródstopiu, co sprawia, że jest unikalna. Jednak mamy dowody na to, że inne deinonychozaury np. mikroraptor też miały pióra na nogach. Jednak pióra pedoponny są mniej liczne i bardziej zaokrąglone niż mikroraptora. Są one również asymetryczne, w przeciwieństwie do lotek innych deinonychozaurów i ptaków, co stanowi dowód, że Pedopenna reprezentuje wczesne stadium ich rozwoju.
W 2020 roku został  umieszczony  do rodziny Anchiornithidae